# Slamd64
Slamd64 es una versión no oficial de Slackware Linux para sistemas de 64 bits creada y mantenida por Fred Emmot. Fue compilada para trabajar tanto en arquitecturas AMD64 como EM64T. El proyecto comenzó en enero de 2005, con lanzamientos públicos unos meses después.
Algunas bibliotecas esenciales a 32 bits fueron incluidas al principio para dar soporte a paquetes de la propia Slackware o de terceros. Dicho soporte para compilar a 32 bits fue retirado a partir del 14 de junio de 2006.